# Vadim Dotsenko
Vadim Dotsenko (3 juni 1988) is een Belgische voetballer, afkomstig uit de Sovjet-Unie. Hij speelde in 2012 voor KVV Coxyde als aanvaller.
Dotsenko is een jeugdproduct van KSV Roeselare. Hij haalde de A-kern van deze ploeg en speelde enkele wedstrijden in de Belgische Tweede Klasse. Hij werd uitgeleend aan KVC Willebroek-Meerhof tijdens het seizoen 2009/10. Eind juni 2011 was hij einde contract bij KSV Roeselare en vervolgde hij zijn carrière bij KVK Ieper, waarmee hij in Vierde Klasse ging spelen. Tijdens zijn debuutmatch op het veld van rivaal KBS Poperinge scoorde hij meteen zijn eerste twee doelpunten. Het daaropvolgende seizoen tekende hij een contract bij KVV Coxyde.